# Mirabella Imbaccari
Mirabella Imbaccari (Latin:Imachara and Imacara) là một đô thị ở tỉnh Catania trong vùng Sicilia, có khoảng cách khoảng 130 km về phía đông nam của Palermo và cách khoảng 60 km về phía tây nam của Catania. Tại thời điểm ngày 31 tháng 12 năm 2004, đô thị này có dân số 6.602 người và diện tích là 15,4 km².
Mirabella Imbaccari giáp các đô thị: Caltagirone, Piazza Armerina.